# جائزة لوكسمبورغ الكبرى 1998
جائزة لوكسمبورغ الكبرى 1998 هو سباق فورمولا 1 أقيم بتاريخ 27 سبتمبر 1998 في ألمانيا. كان الخامس عشر من أصل 16 في بطولة العالم لسباقات الفورمولا واحد موسم 1998. حلّ الفنلندي ميكا هاكينن أولا بينما جاء الألماني مايكل شوماخر في المركز الثاني وحصل على المركز الثالث البريطاني ديفيد كولتهارد.